# Antheraea cingalesa
Antheraea cingalesa är en fjärilsart som beskrevs av Moore 1883. Antheraea cingalesa ingår i släktet Antheraea och familjen påfågelsspinnare. Inga underarter finns listade i Catalogue of Life.